# Allobates liniaureum
Allobates liniaureum es una especie de anfibio anuro terrestre de la familia Aromobatidae.

## Nombres comunes
Rana nodriza de línea dorada (español), Golden line nurse frog (inglés).

## Etimología
El nombre específico liniaureum es un adjetivo derivado de la combinación de las palabras del latín "linum" (= hilo o cuerda) y "aureum" (= dorado), unidas mediante la vocal conectiva "i". El epiteto específico alude al color dorado iridiscente de la línea dorsolateral exhibida por los especímenes en vida.

## Distribución geográfica
Endémica de la región amazónica en el norte de Perú (Amazonia occidental). Se le conoce apenas de su localidad típica, correspondiente a un parche de bosque secundario de tierra firme, en Yurimaguas (municipio Yurimaguas, provincia de Alto Amazonas, departamento de Loreto).

## Estado de conservación
Su estado de conservación no ha sido evaluado.